# Badersleben
Badersleben is een plaats en voormalige gemeente in de Duitse deelstaat Saksen-Anhalt, en maakt deel uit van de Landkreis Harz.
Badersleben telt 918 inwoners (31 december 2016).